# Kauslunde Sogn
Kauslunde Sogn ist eine Kirchspielsgemeinde (dän.: Sogn) im südlichen Dänemark. Bis 1970 gehörte sie zur Harde Vends Herred im damaligen Odense Amt, danach zur Middelfart Kommune im
Fyns Amt, die im Zuge der  Kommunalreform zum 1. Januar 2007 in der „neuen“ Middelfart Kommune in der Region Syddanmark aufgegangen ist.
Im Kirchspiel leben 3378 Einwohner, davon 509 im Kirchdorf (Stand:1. Januar 2023). Im Kirchspiel liegt die Kirche „Kauslunde Kirke“.
Nachbargemeinden sind im Westen Middelfart Sogn, im Norden Vejlby Sogn, im Osten Roerslev Sogn, im Südosten Udby Sogn  und im Süden Gamborg Sogn.